# Irrigatore statico
Un irrigatore statico, che differisce da quello dinamico, è un particolare tipo di irrigatore nel quale il getto d'acqua viene distribuito a 360° dall'irrigatore stesso.
In questo tipo di irrigatore, il getto d'acqua copre contemporaneamente tutta la superficie da irrigare, l'intensità del getto e quindi la portata dell'irrigatore stesso sono nella maggior parte dei casi regolabili.